# William Schaus
William Schaus, född 11 januari 1858 i New York, död 20 juni 1942, var en amerikansk entomolog som blev känd för sitt stora bidrag till kunskapen om och beskrivningen av nya arter av neotropiska fjärilar.

## Biografi
Schaus utbildades vid Exeter Academy och sedan i Frankrike och Tyskland. Han fick hederstiteln Master of Arts vid University of Wisconsin 1921 och heders-Doctor of Science vid University of Pittsburgh 1925. Under sitt liv samlade han in över 200 000 fjärilar under sina resor till ett flertal länder och köpte även Paul Dognins samling med omkring 26 000 tropiska nattfjärilar och 5 000 dagfjärilar, vilka donerades till American Museum of Natural History 1901 och 1905.
Schaus beskrev 329 släkten och över 5 000 nya fjärilsarter, mestadels från tropiska Amerika. Släktena Schausia och Schausiana är uppkallade efter honom, liksom ett flertal arter med epitetet schausi.